# Izmajil
Izmajil (ukrajinsky Ізмаїл; rusky a bulharsky Измаил; rumunsky Ismail, Izmail; turecky İşmasıl nebo též Hacidar) je historické město v Budžaku, v Oděské oblasti na jihozápadě Ukrajiny. Město leží při Kilijském (nejsevernějším) rameni delty Dunaje, jež tvoří hranici s Rumunskem. Poblíž leží jezero Jalpuh a asi 80 km na východně pobřeží Černého moře. Žije zde přibližně 69 tisíc obyvatel mnoha národností.

## Dějiny

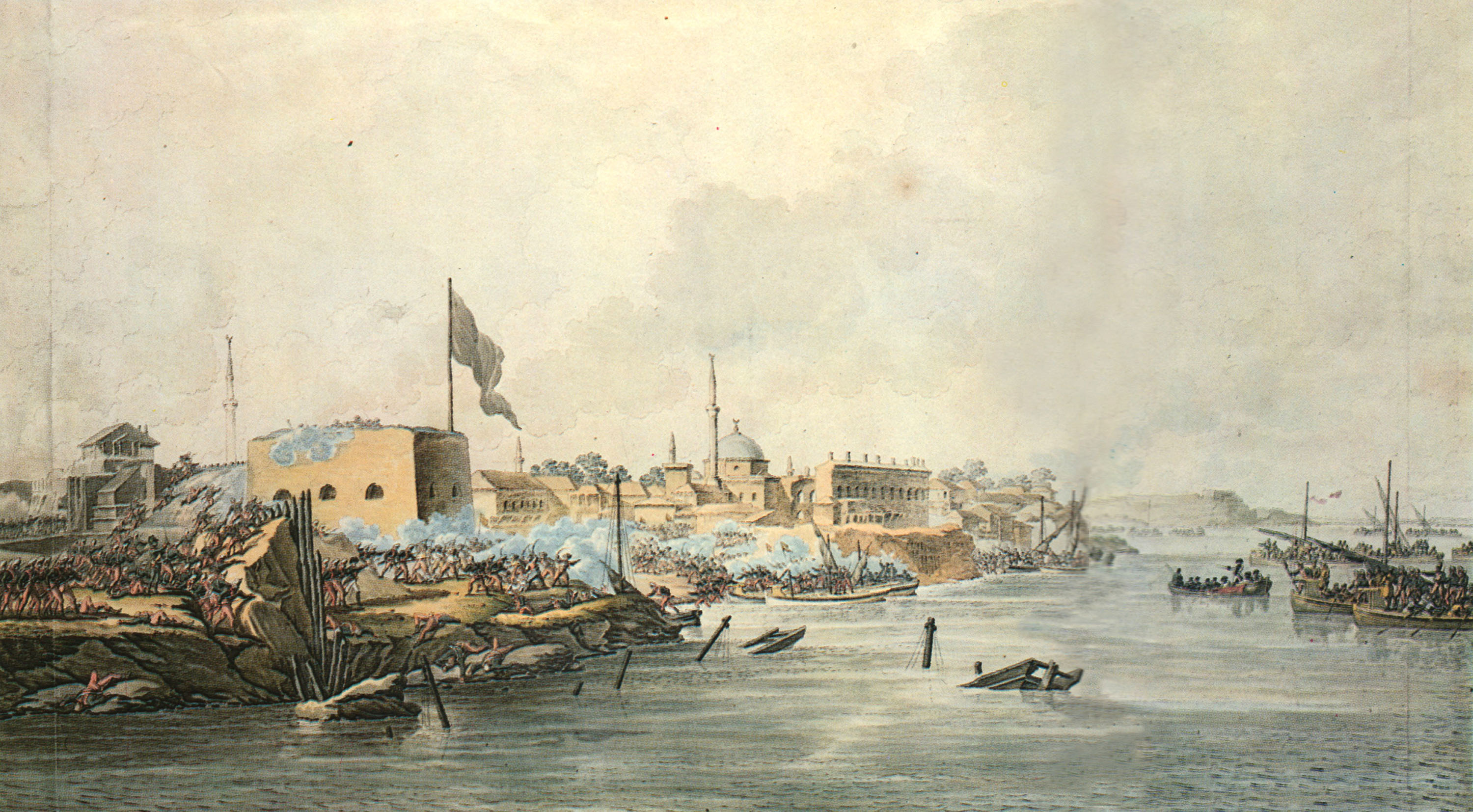
A. D. Kivšenko (1851–1897): Dobytí Izmajilu, 1790

Pevnost Izmajil byla založena janovskými obchodníky ve 12. století. Krátce patřila Moldavskému knížectví, avšak nejdéle sloužila Osmanské říši (1484–1809). V 16. století se pevnost stala opěrným bodem impéria pro celý Budžak a postupně zde vznikalo město. Po úspěšném ruském obléhání (1790), jemuž velel Alexandr Suvorov, připadlo město Ruskému impériu, které tak získalo přístup k Dunaji.
Rusové Izmajil v 19. století přestavěli; tehdy vznikl zdejší Pokrovský chrám a další kostely. Nejstarší dochovanou stavbou je mešita z 15. a 16. století, která byla později přeměněna na pravoslavný kostel a následně na muzeum. V letech 1918–1940 náležel Izmajil a celý Budžak Rumunsku. V letech 1940–1954 bylo město sídlem samosprávné Izmajilské oblasti, která byla následně přičleněna k Oděské oblasti, kam patří dodnes.

## Současnost

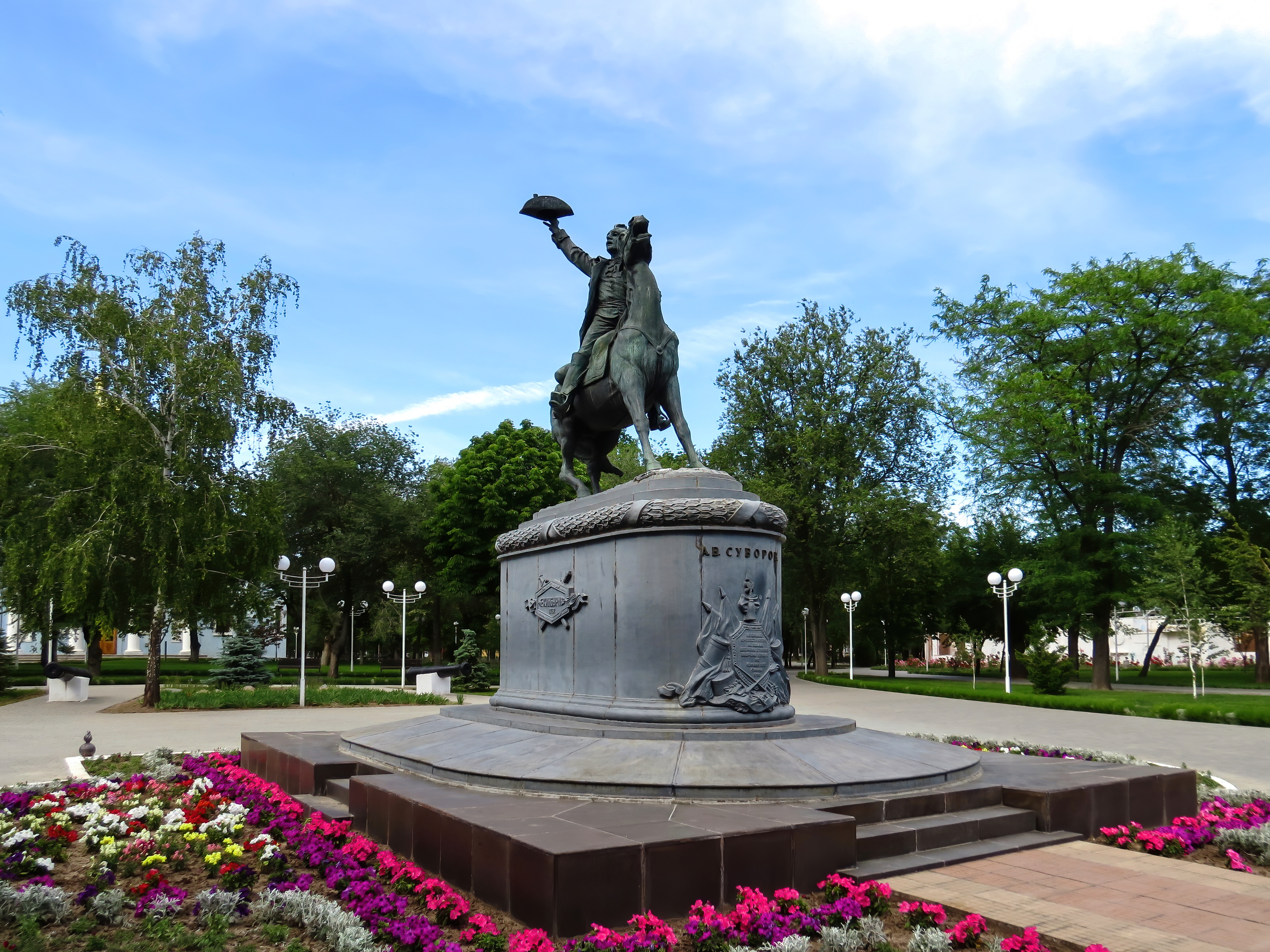
Pomník A. V. Suvorova (Izmajil)

Dnes je Izmajil sídlem rajónu a městem oblastního významu podřízeným oblastní radě v Oděse. Má také význam jako středisko průmyslu a dunajský přístav. Ukrajinské vojenské námořnictvo zde má základnu.
Doprava do města je velmi špatná. Izmajil leží mimo hlavní silnice, chybí most přes Dunaj do rumunské Tulcey a po jediné železniční trati v oblasti Budžaku jezdí jediný spoj denně (Izmajil–Oděsa). Suchozemská cesta do Rumunska navíc prochází přes jižní cíp Moldavska. Izmajil je druhým největším městem Oděské oblasti. V roce 2006 zde žilo 79 663 osob,[zdroj⁠?!] v roce 2022 jen přes 69 tisíc obyvatel. V roce 2001 43,7 % obyvatelstva představovali Rusové, 38 % Ukrajinci, 10 % Besarabští Bulhaři, 4,3 % Moldavané a 1 % Gagauzové.[zdroj⁠?!]